# Olmos de Peñafiel
Olmos de Peñafiel is een gemeente in de Spaanse provincie Valladolid in de regio Castilië en León met een oppervlakte van 16,07 km². Olmos de Peñafiel telt 62 inwoners (1 januari 2016).

## Demografische ontwikkeling
Bron: INE, 1857-2011: volkstellingen